# Vectrex

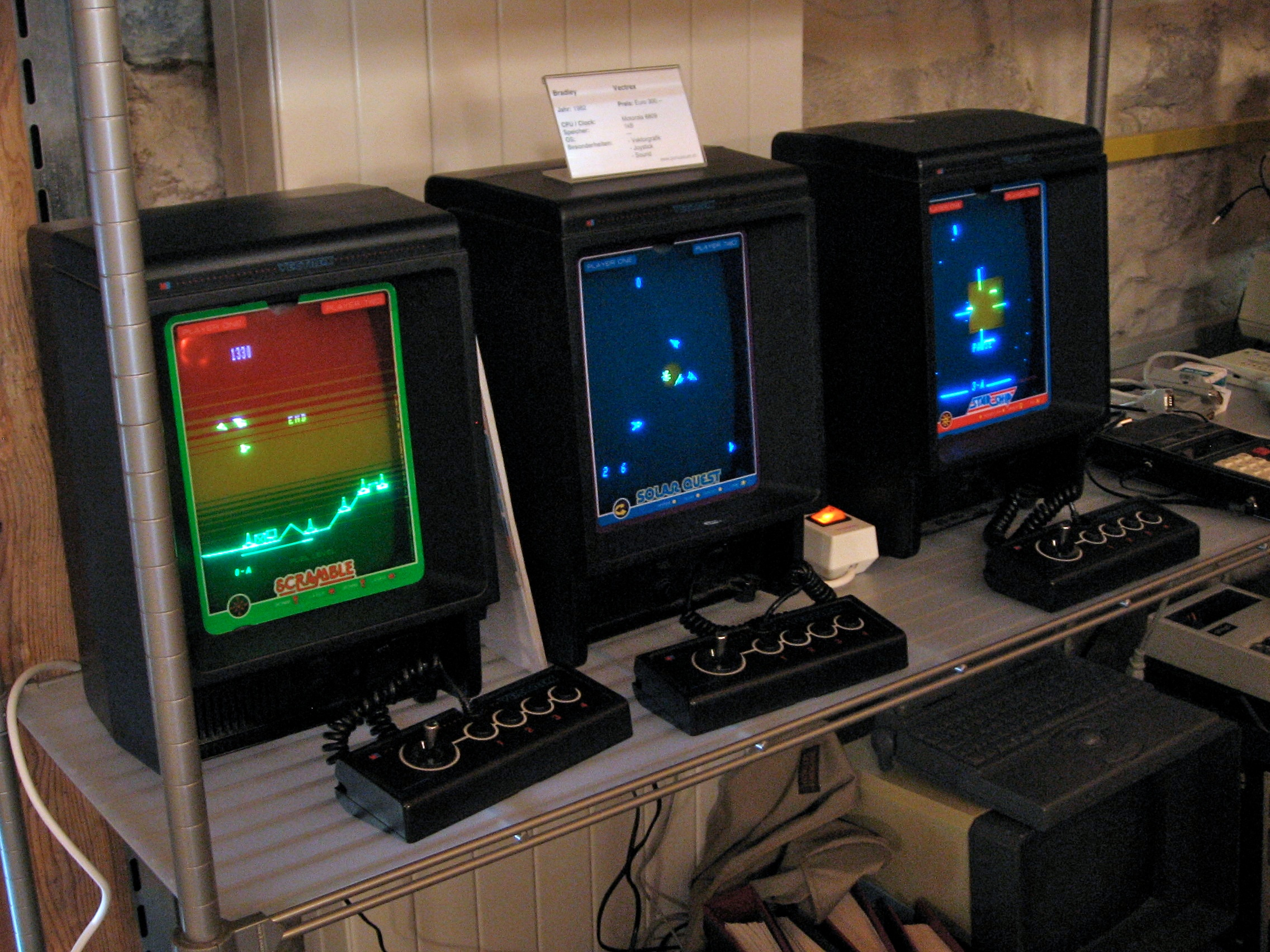

Vectrex är en 8-bitars spelkonsol utvecklad av företaget General Consumer Electric (GCE) och senare uppköpt av Milton Bradley Company. I Sverige distribuerades Vectrex av Dennis Bergströms bolag Speldata AB. När Speldata gick i konkurs 1984 så köptes varulagret av Bergsala. 

## Bakgrund
Vectrex utvecklades av företaget General Consumer Electric (GCE). Den köptes senare upp av Milton Bradley Company, som är mer känt för sina brädspel. Konsolen var baserad på mikroprocessorn 6809 från Motorola. Den släpptes 1982 men tillverkningen upphörde redan 1984.
Vectrex var udda som spelkonsol eftersom den hade en inbyggd monitor med vektorgrafik. Den lanserades som en spelkonsol med färger, trots att den bara ritade upp vita linjer på svart bakgrund. Till varje spel medföljde transparenta plastskivor (s.k. "Overlays") med olika färgade områden som fästes framför den monokroma monitorn.
Är idag eftertraktad bland samlare och entusiaster.

## Tekniska specifikationer

### Kretskort
- CPU: Motorola 68A09 @ 1.5 MHz
- RAM: 1 KB (två 4-bitars 2114 chip)
- ROM: 8 KB (ett 8-bitars 2363 chip)

### Ljud
- Ljudchip: General Instruments AY-3-8912
- 3" elektrodynamisk högtalare

### Bildskärm
CRT-skärmen var en monokrom Samsung 240RB40, med måtten 9 x 11 tum (diagonalt 240 mm). En vektorskärm, som den i Vectrex, skiljer sig från traditionella pixelbaserade skärmar. Bildrören är snarlika och skillnaden avgörs i huvudsak av styrelektroniken. I stället för att använda en sågtandssignal för att styra elektronstrålen i ett rastermönster så användes D/A-omvandlare för att styra strålen fritt i horisontell och vertikal led. Bildrör för vektorskärmar har ofta ett fosforskikt med längre efterlysningstid jämfört med vanliga bildskärmar. Denna teknik användes redan i flera arkadspel, exempelvis Asteroids.

## 3D-glasögon
Som tillbehör till Vectrex fanns 3D-glasögon som anslöts till en av maskinens kontrollerportar. Glasögonen innehåller en roterande genomskinlig plastskiva, vilken var unik för varje spel, precis som plastskivorna till vanliga spel. Skivans rotation synkroniserades med spelets linjeuppritning och genom att ha olika färger på skivan för olika linjer kunde en mer avancerad färgupplevelse ges än för de vanliga 2D-spelen. Genom att skivan växelvis täckte för ett av ögonen i samband med linjeritning så kunde 3D-effekt uppnås. Detta 3D-system är i samlarkretsar så eftertraktat att det ofta betingar ett större värde än Vectrex-konsolen i sig.

## Ljuspenna
Till Vectrex släpptes också en ljuspenna. Denna gjorde det möjligt att interagera med konsolen genom att peka direkt på skärmen.
Programmet Art Master, ett ritprogram, följde med. Endast två ytterligare program släpptes med stöd för ljuspenna: Melody Master, ett musikprogram, och Animaction, ett animationsprogram. Ytterligare tre titlar, Engine Analyzer, Melody Master II och MailPlane var under utveckling, men släpptes aldrig.

## Vaporware
Flera tillbehör till Vectrex var planerade men nådde aldrig marknaden. Inom samlarkretsar diskuteras det fortfarande om huruvida dessa tillbehör existerat i verkligheten. I tidningar talades det mycket om en datortillsats som skulle utöka Vectrex till att bli en komplett dator, med tangentbord och möjligheter att programmera i BASIC.

## Speltitlar
Följande listor visar de ursprungliga spel som släpptes av GCE och Milton Bradley, osläppta spel samt homebrew (hemgjorda spel, skapade av hängivna fans).

### Original (1982-83)
- Armor Attack
- Bedlam
- Berzerk
- Blitz!
- Clean Sweep (också känt som Mr. Boston)
- Cosmic Chasm
- Spinball (också känt som Flipper Pinball)
- Fortress of Narzod
- Heads Up (också känt som Soccer Football)
- Hyperchase
- Minestorm
- Polar Rescue
- Pole Position
- Rip-Off
- Scramble
- Solar Quest
- Space Wars
- Spike
- Star Castle
- Star Trek: The Motion Picture (också känt som Star Ship)
- Starhawk
- Web Wars (också känt som Web Warp)

- Berzerk II (ej släppt prototyp)
- Cube Quest (ej släppt prototyp)
- Dark Tower (ej släppt prototyp)
- Pitcher's Duel (ej släppt prototyp)
- Tour De France (ej släppt prototyp)

### Spel för 3D-glasögon
- 3D Minestorm
- 3D Crazy Coaster
- 3D Narrow Escape

- 3D Pole Position (ej släppt prototyp)

### Spel för ljuspenna
- AnimAction
- Art Master
- Melody Master

- Engine Analyzer (ej släppt prototyp)
- Melody Master II (ej släppt prototyp)
- Mail Plane (ej släppt prototyp)

### Homebrew
1996
- Vector Vaders (1996)
- Patriots (1996)
- All Good Things (1996)
- Spike Hoppin' (1996)

1998
- Omega Chase Deluxe (Baserat på Omega Race)
- Vecmania (1998)

2000
- Moon Lander (Baserat på Lunar Lander)

2001
- Vectopia

2002
- Gravitrex (Baserat på Gravitar)
- Tsunami/VIX (Baserat på Tempest och QIX)
- Vec Sports Boxing

2003
- Protector
- War of the Robots
- Yasi

2004
- I, Cyborg
- Revector
- Thrust

2005
- Debris
- Nebula Commander

2006
- Logo (programspråk)
- Space Frenzy
- Colorclash
- Star Sling
- 3D Scape cart
- Vector 21
- Spike's Circus
- 3D Lord of the Robots (för 3D-glasögon)

2007
- City bomber
- Vectoblox

2008
- Vectrexians